# 袋井市立袋井中学校
袋井市立袋井中学校（ふくろいしりつ ふくろいちゅうがっこう）は、静岡県袋井市にある公立中学校。
校訓は「自主」・「協同」。地元での略称は「ろいちゅう」、「ふくちゅう」。

## 沿革
- 1947年（昭和22年）4月21日 - 周智郡久努西村組合立袋井中学校開校。
- 1948年（昭和23年）9月1日 - 久努西村と袋井町の合併により、袋井町立袋井中学校と改称。
- 1949年（昭和24年）5月20日 - 久努村刮目中学校と合併し袋井町久努村組合立袋井中学校と改称。
- 1952年（昭和27年）12月1日 - 袋井町と久努村が合併により、袋井町立袋井中学校と改称。
- 1958年（昭和33年）11月3日 - 市制施行により、袋井市立袋井中学校と改称。
- 1962年（昭和37年） - 一部の生徒が周南中学校へ分離。
- 1975年（昭和50年）4月1日 - 袋井南中学校を分離[1]。

## 教育方針
校訓
「自主」「協同」
教育目標
夢を追い続ける生徒
実践目標
「自慢できる袋井中」～「凡事徹底」を合い言葉に～

## 学習
- 50分授業で月・水は5時間、火・木・金は6時間（金は総合の時間を含む）。

## 制服
- 男子：詰襟学生服
- 女子：セーラー服

## 学校行事
- 4月 - 入学式、対面式
- 5月 - 遠足（1,2年）・修学旅行（3年）
- 9月 -  体育大会(彩雲祭)
- 11月 - あやぐも祭（合唱コンクール）、芸術鑑賞
- 3月 - 卒業式、球技大会（サッカー、バスケットボール）

## 部活動
運動部
- 野球
- サッカー（男子）
- 陸上（男女）
- バスケットボール（男・女）
- バレーボール（男・女）
- テニス（男・女）
- 卓球（男・女）
- 剣道（男女）
- 水泳（男女）

文化部
- 英語
- 吹奏楽
- 美術
- パソコン
- 園芸
- 家庭

## 交通アクセス
- JR東海道線袋井駅下車 約800m

## 著名な出身者
- 高橋昌美（女子バレーボール選手）